# Elzo Coelho
Elzo Aloísio Coelho (Machado, 1961. január 22. –), ismertebb nevén Elzo, brazil labdarúgó-középpályás.

## Pályafutása

### Klubcsapatokban
Többek között olyan klubokban játszott, mint az Inter de Limeira, az Internacional, az Atlético Mineiro, a Benfica, a Palmeiras, a Catuense és az AA Caldense.

### A válogatottban
A brazil válogatott tagjaként részt vett az 1986-os mexikói világbajnokságon. Összesen 11 mérkőzésen lépett pályára nemzeti színekben.

## Sikerei, díjai

### Klubcsapatokkal
Ginásio Pinhalense
- Paulista bajnokság: 1979

Internacional
- Gaúcho bajnokság: 1982, 1983, 1984

Atlético Mineiro
- Mineirão bajnokság: 1985, 1986

Benfica
- Portugál bajnokság: 1988–89
- Bajnokcsapatok Európa-kupája ezüstérmes: 1987–88